# Shelley Looney
Shelley Looney, född den 21 januari 1972 i Brownstown Township, Michigan i USA, är en amerikansk ishockeyspelare.
Hon tog OS-silver i damernas ishockeyturnering i vid de olympiska ishockeytävlingarna 2002 i Salt Lake City.